# Mount Laing
Mount Laing är ett berg i Kanada.   Det ligger i provinsen British Columbia, i den sydvästra delen av landet, 3 700 km väster om huvudstaden Ottawa. Toppen på Mount Laing är 1 822 meter över havet, eller 453 meter över den omgivande terrängen. Bredden vid basen är 3,0 km.
Terrängen runt Mount Laing är huvudsakligen bergig, men den allra närmaste omgivningen är kuperad. Trakten runt Mount Laing är nära nog obefolkad, med mindre än två invånare per kvadratkilometer.. Det finns inga samhällen i närheten. 
I omgivningarna runt Mount Laing växer i huvudsak barrskog.